# Saint-Léger-du-Bois
Saint-Léger-du-Bois est une commune française située dans le département de Saône-et-Loire, en région Bourgogne-Franche-Comté.

## Géographie

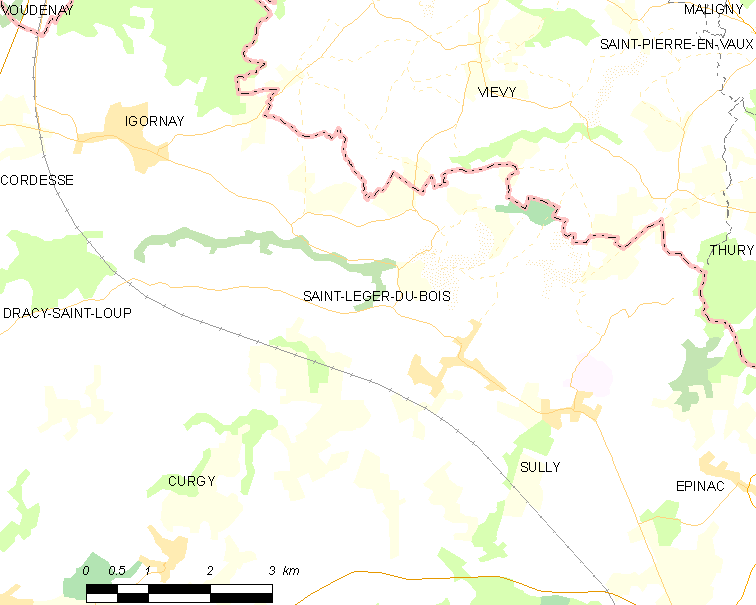
Situation de la commune.

### Géologie
La commune repose sur du schiste bitumineux d'âge autunien (−299 et −282 millions d'années) et sur de la houille du Stéphanien (−307 et −299 millions d'années).

### Climat
Pour des articles plus généraux, voir Climat de la Bourgogne-Franche-Comté et Climat de Saône-et-Loire.
En 2010, le climat de la commune est de type climat océanique dégradé des plaines du Centre et du Nord, selon une étude du Centre national de la recherche scientifique s'appuyant sur une série de données couvrant la période 1971-2000. En 2020, Météo-France publie une typologie des climats de la France métropolitaine dans laquelle la commune est exposée à un climat océanique altéré et est dans la région climatique Lorraine, plateau de Langres, Morvan, caractérisée par un hiver rude (1,5 °C), des vents modérés et des brouillards fréquents en automne et hiver.
Pour la période 1971-2000, la température annuelle moyenne est de 10,3 °C, avec une amplitude thermique annuelle de 16,8 °C. Le cumul annuel moyen de précipitations est de 839 mm, avec 11,8 jours de précipitations en janvier et 7,5 jours en juillet. Pour la période 1991-2020, la température moyenne annuelle observée sur la station météorologique de Météo-France la plus proche, « Arnay_sapc », sur la commune de Saint-Prix-lès-Arnay à 12 km à vol d'oiseau, est de 10,5 °C et le cumul annuel moyen de précipitations est de 799,9 mm. 
La température maximale relevée sur cette station est de 39,1 °C, atteinte le 24 juillet 2019 ; la température minimale est de −18,1 °C, atteinte le 20 décembre 2009,,.
Les paramètres climatiques de la commune ont été estimés pour le milieu du siècle (2041-2070) selon différents scénarios d'émission de gaz à effet de serre à partir des nouvelles projections climatiques de référence DRIAS-2020. Ils sont consultables sur un site dédié publié par Météo-France en novembre 2022.

## Urbanisme

### Typologie
Au 1er janvier 2024, Saint-Léger-du-Bois est catégorisée commune rurale à habitat très dispersé, selon la nouvelle grille communale de densité à sept niveaux définie par l'Insee en 2022.
Elle est située hors unité urbaine. Par ailleurs la commune fait partie de l'aire d'attraction d'Autun, dont elle est une commune de la couronne,. Cette aire, qui regroupe 42 communes, est catégorisée dans les aires de moins de 50 000 habitants,.

### Occupation des sols
L'occupation des sols de la commune, telle qu'elle ressort de la base de données européenne d’occupation biophysique des sols Corine Land Cover (CLC), est marquée par l'importance des territoires agricoles (93,6 % en 2018), une proportion sensiblement équivalente à celle de 1990 (93,7 %). La répartition détaillée en 2018 est la suivante : prairies (74,8 %), terres arables (10,8 %), zones agricoles hétérogènes (8 %), forêts (4,2 %), zones urbanisées (2,2 %). L'évolution de l’occupation des sols de la commune et de ses infrastructures peut être observée sur les différentes représentations cartographiques du territoire : la carte de Cassini (XVIIIe siècle), la carte d'état-major (1820-1866) et les cartes ou photos aériennes de l'IGN pour la période actuelle (1950 à aujourd'hui).

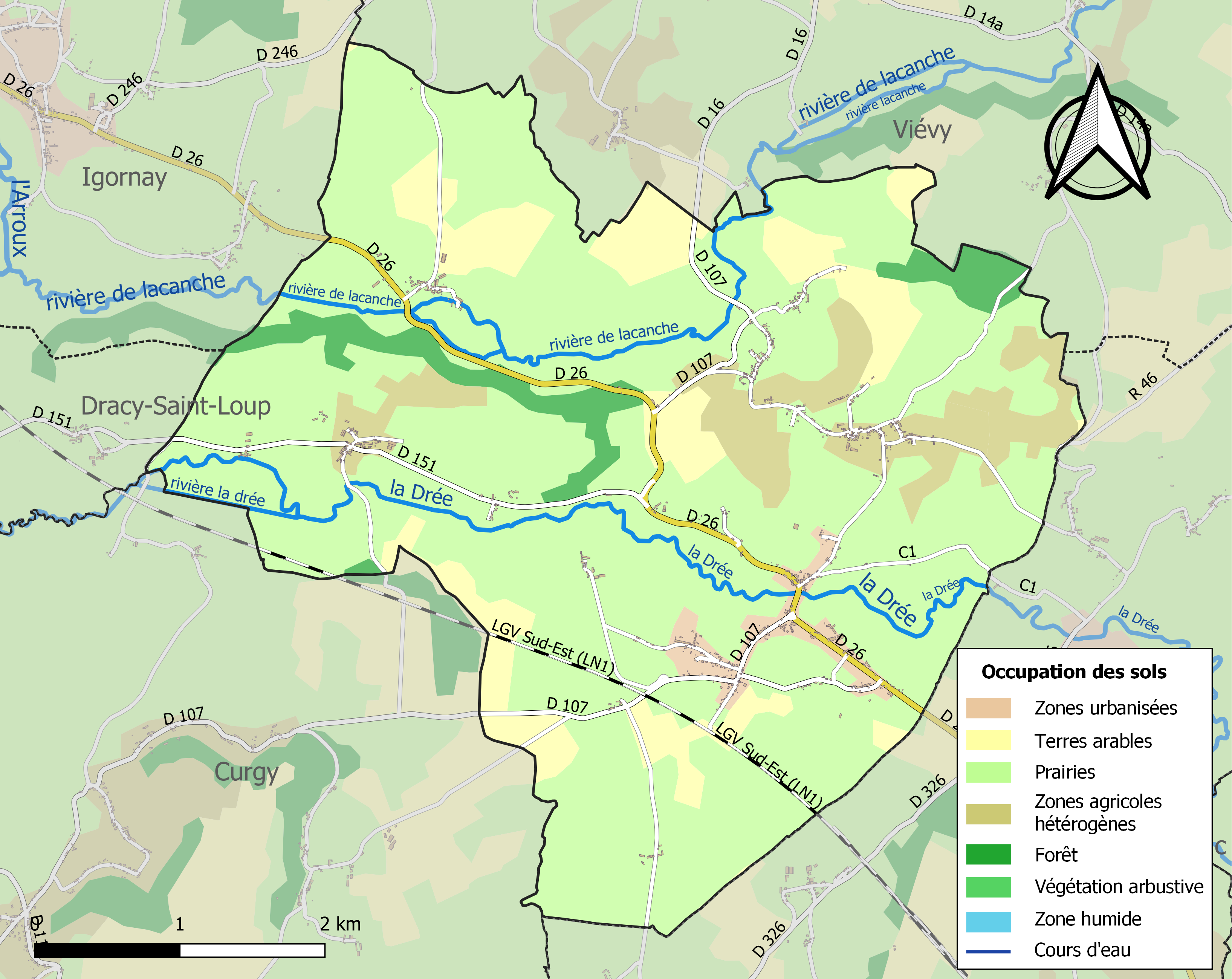
Carte des infrastructures et de l'occupation des sols de la commune en 2018 (CLC).

## Histoire

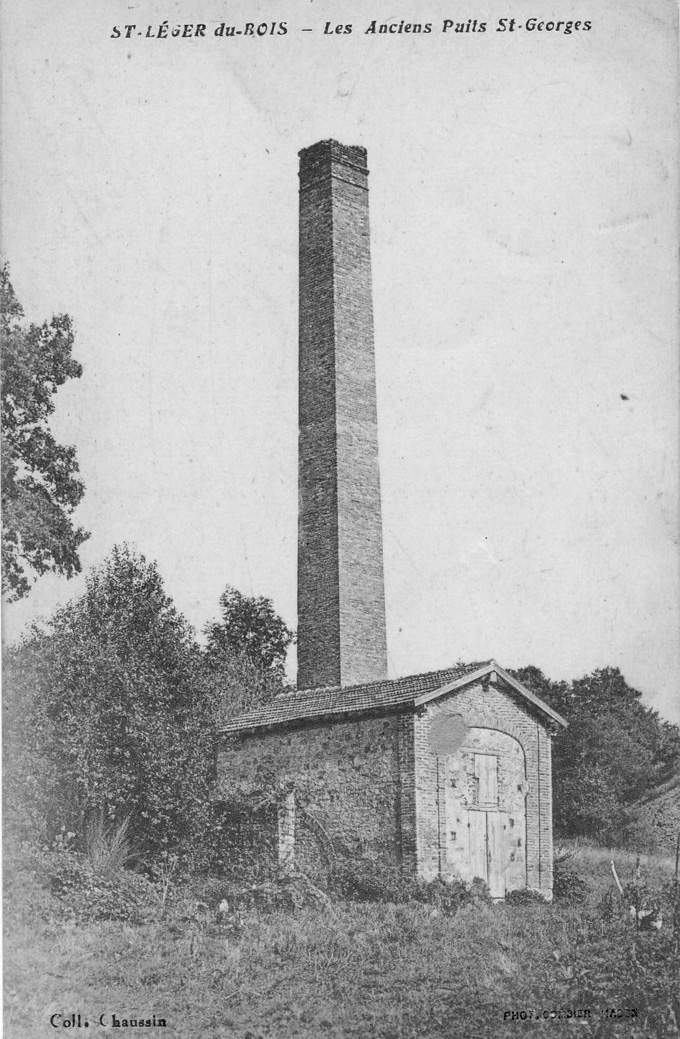
Le puits Saint-Georges désaffecté après 1900.

Le village connait une forte expansion à la fin du XIXe siècle et au début du XXe siècle, liée à l'exploitation de schistes bitumineux (puits Saint-Georges et puits de Champsigny notamment) et de charbon (puits du Fourneau) avec l'accord de plusieurs concessions minières,.

Le puits des Fourneaux en activité.
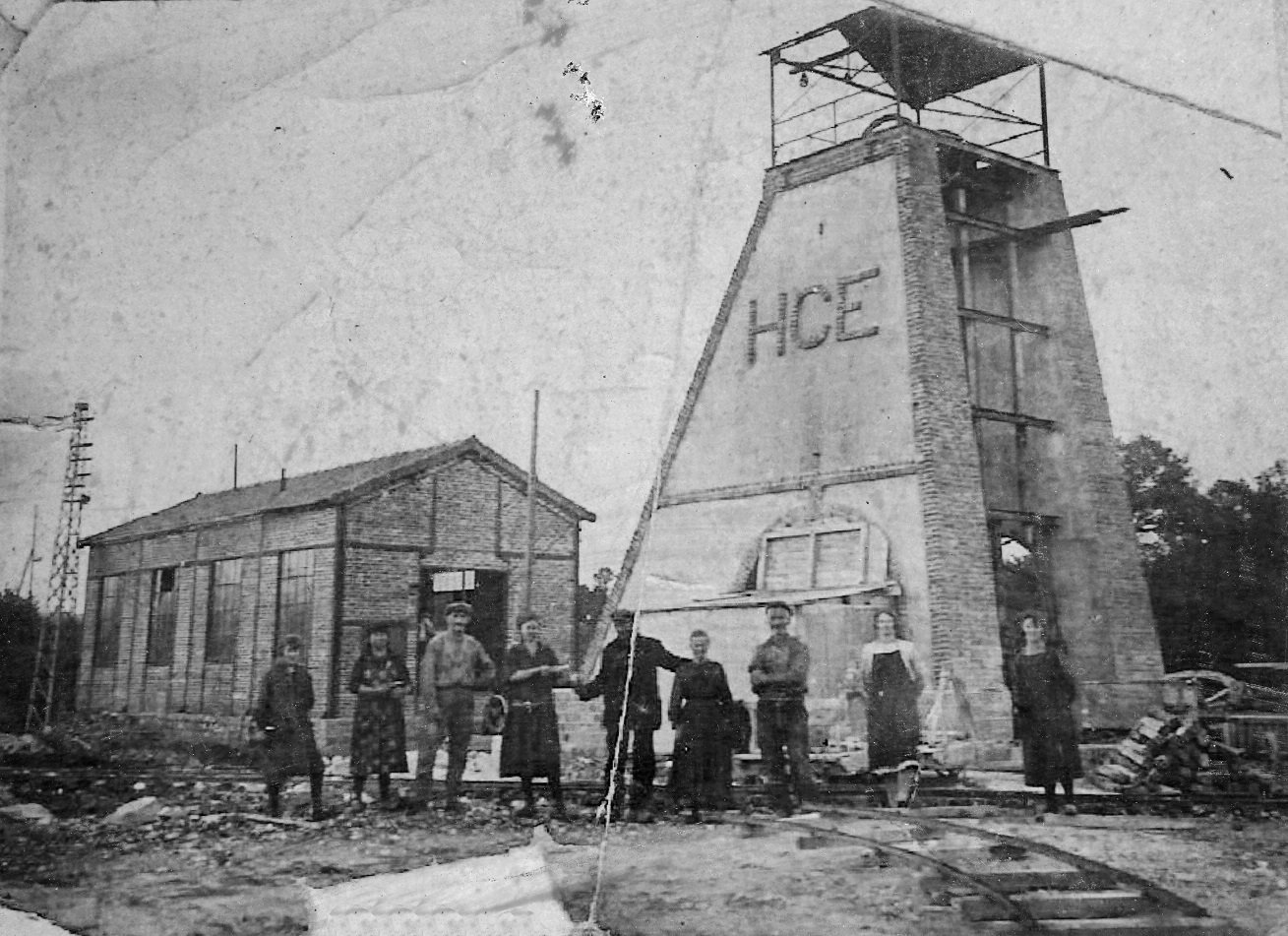
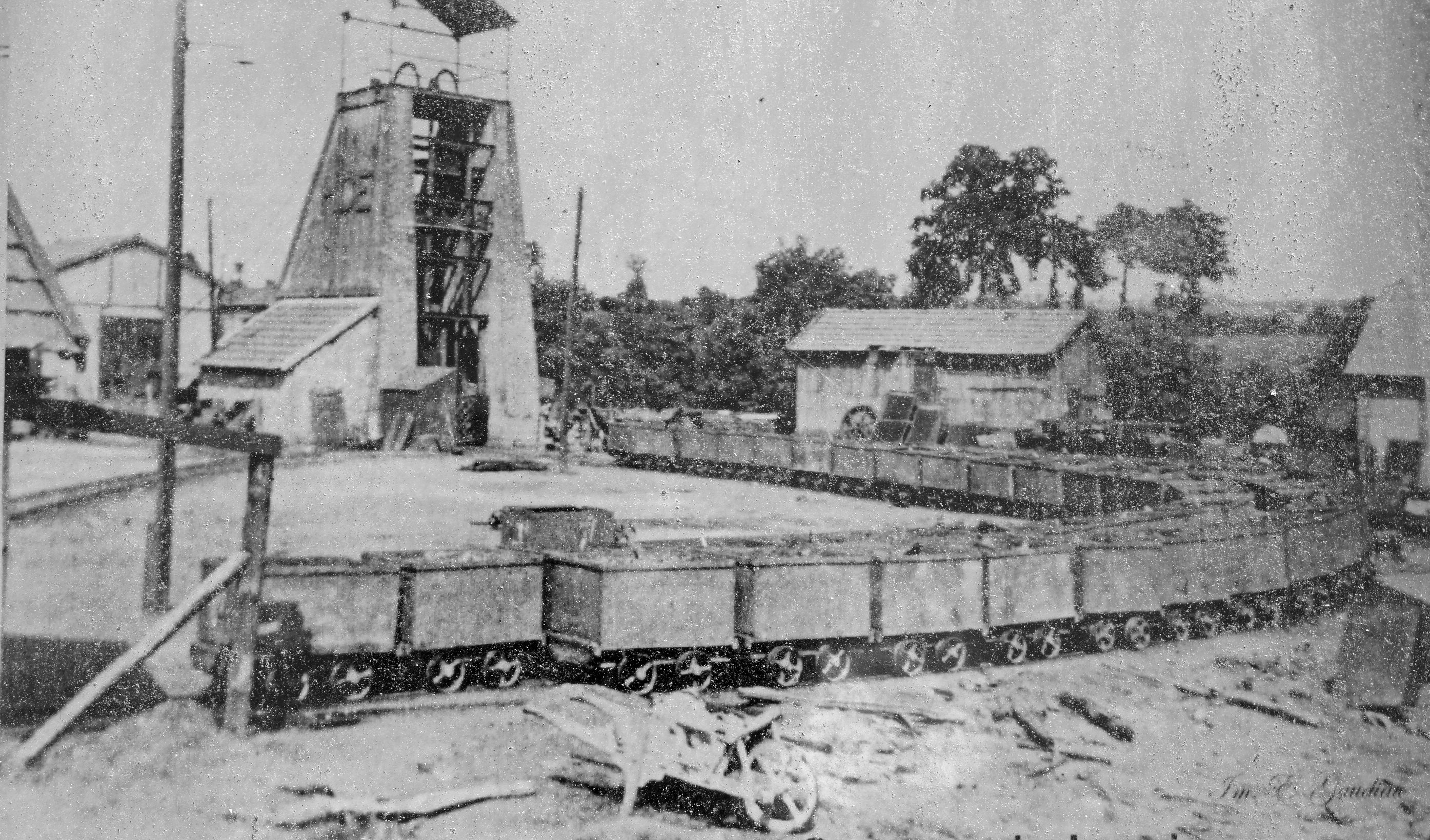

## Politique et administration
| Période                                  | Période  | Identité       | Étiquette | Qualité |
| ---------------------------------------- | -------- | -------------- | --------- | ------- |
| 18 juin 1995                             | 2008     | Bernard Frison |           |         |
| mars 2008                                | en cours | Michel Pilard  |           |         |
| Les données manquantes sont à compléter. |          |                |           |         |

## Démographie
L'évolution du nombre d'habitants est connue à travers les recensements de la population effectués dans la commune depuis 1793. Pour les communes de moins de 10 000 habitants, une enquête de recensement portant sur toute la population est réalisée tous les cinq ans, les populations de référence des années intermédiaires étant quant à elles estimées par interpolation ou extrapolation. Pour la commune, le premier recensement exhaustif entrant dans le cadre du nouveau dispositif a été réalisé en 2005.

En 2022, la commune comptait 511 habitants, en évolution de −5,02 % par rapport à 2016 (Saône-et-Loire : −1,06 %, France hors Mayotte : +2,11 %).
| 1793 | 1800 | 1806 | 1821 | 1831 | 1836 | 1841 | 1846 | 1851 |
| ---- | ---- | ---- | ---- | ---- | ---- | ---- | ---- | ---- |
| 802  | 810  | 743  | 832  | 903  | 900  | 985  | 915  | 979  |

| 1856  | 1861  | 1866  | 1872  | 1876  | 1881  | 1886  | 1891  | 1896  |
| ----- | ----- | ----- | ----- | ----- | ----- | ----- | ----- | ----- |
| 1 063 | 1 078 | 1 168 | 1 169 | 1 249 | 1 101 | 1 086 | 1 034 | 1 042 |

| 1901  | 1906 | 1911 | 1921 | 1926 | 1931 | 1936 | 1946 | 1954 |
| ----- | ---- | ---- | ---- | ---- | ---- | ---- | ---- | ---- |
| 1 015 | 965  | 922  | 940  | 869  | 925  | 776  | 762  | 722  |

| 1962 | 1968 | 1975 | 1982 | 1990 | 1999 | 2005 | 2006 | 2010 |
| ---- | ---- | ---- | ---- | ---- | ---- | ---- | ---- | ---- |
| 646  | 576  | 585  | 533  | 563  | 522  | 529  | 532  | 556  |

| 2015 | 2020 | 2022 | - | - | - | - | - | - |
| ---- | ---- | ---- | - | - | - | - | - | - |
| 535  | 525  | 511  | - | - | - | - | - | - |

## Vie locale

### Culte
Saint-Léger-du-Bois relève de la paroisse Notre-Dame de la Drée, qui regroupe quatorze villages et dont le siège se trouve à Épinac.

## Culture locale et patrimoine

### Lieux et monuments
- l'église Saint-Léger, reconstruite au XIXe siècle[19] ;
- au hameau de Lailly, ancien fief dominant de l'actuelle commune de Saint-Léger-du-Bois, une maison-forte disposant encore d'un donjon du XIIe siècle et de communs du XVIe siècle[20] ;
- le château de Champsigny ;
- le château de Sully ;
- le château de Rigny, ancien arrière-fief dépendant de Dracy-Saint-Loup et de Lailly, propriété au XVe siècle des Clugny puis, à partir du XVIe siècle, des Devoyo (famille protestante d'Autun)[21] ;
- la maison forte ayant appartenu à Nicolas Rolin ;
- le chevalement du puits des Fourneaux (mine de charbon) et les autres vestiges miniers liés à l'exploitation du schiste bitumineux (puits Saint-Georges et de Champsigny)[1] ;
- la mairie, datant de 1875, bâtie en pierre de Chagny ;
- Au Buet : calvaire et lavoir.

Patrimoine castral.
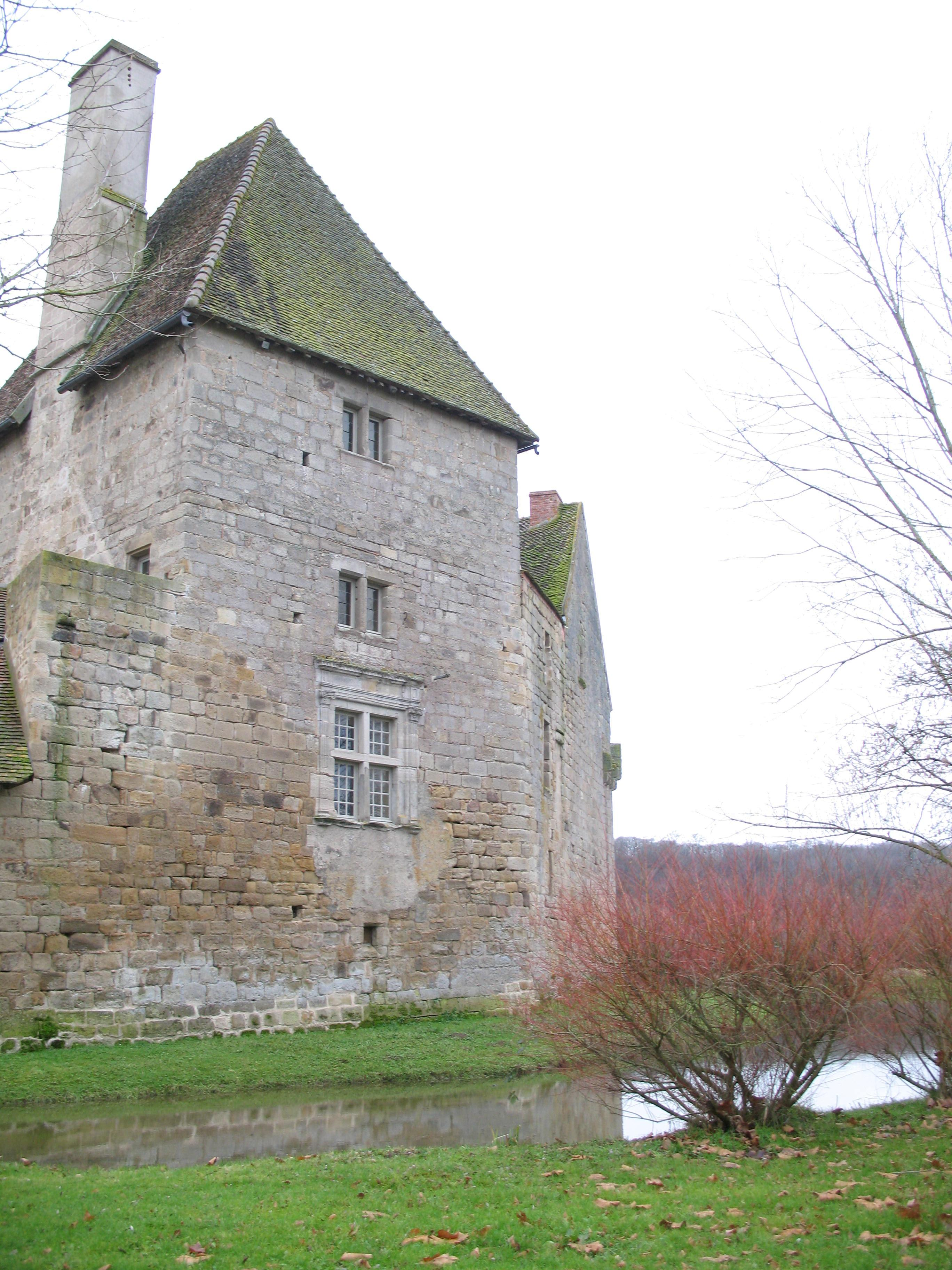
Le château de Lally.
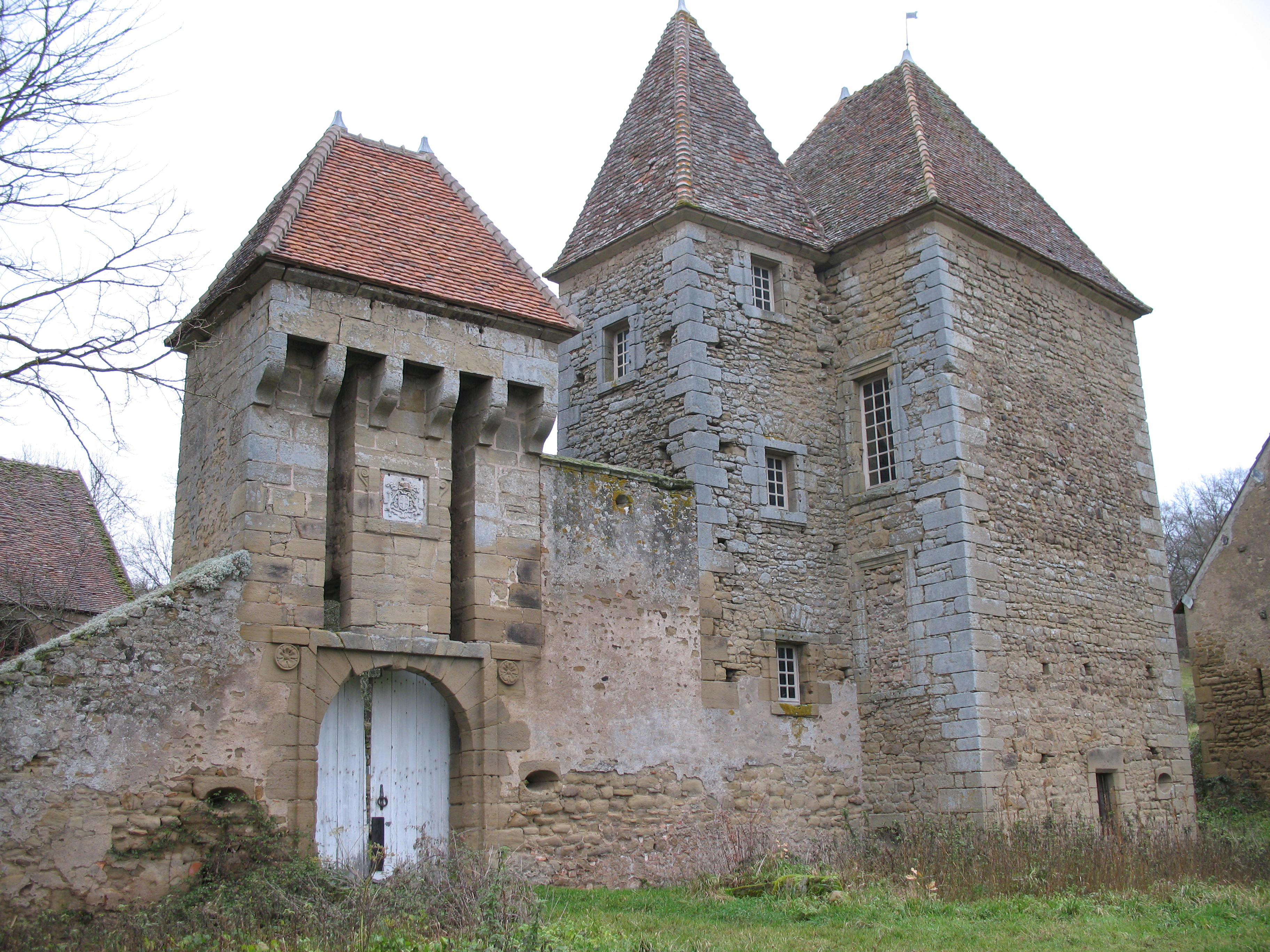
Le château de Champsigny.

Vestiges miniers.
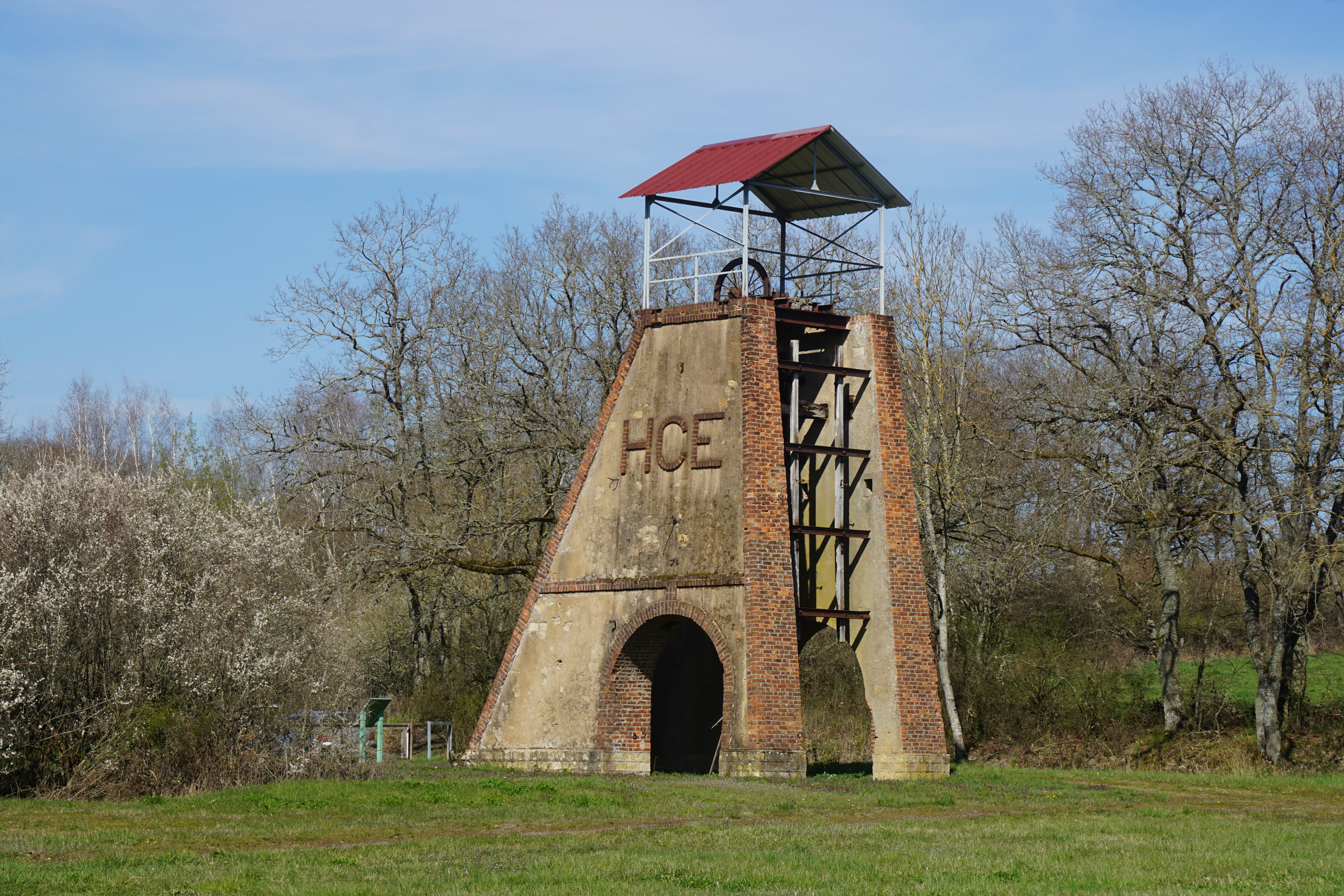
Le puits des Fourneaux.
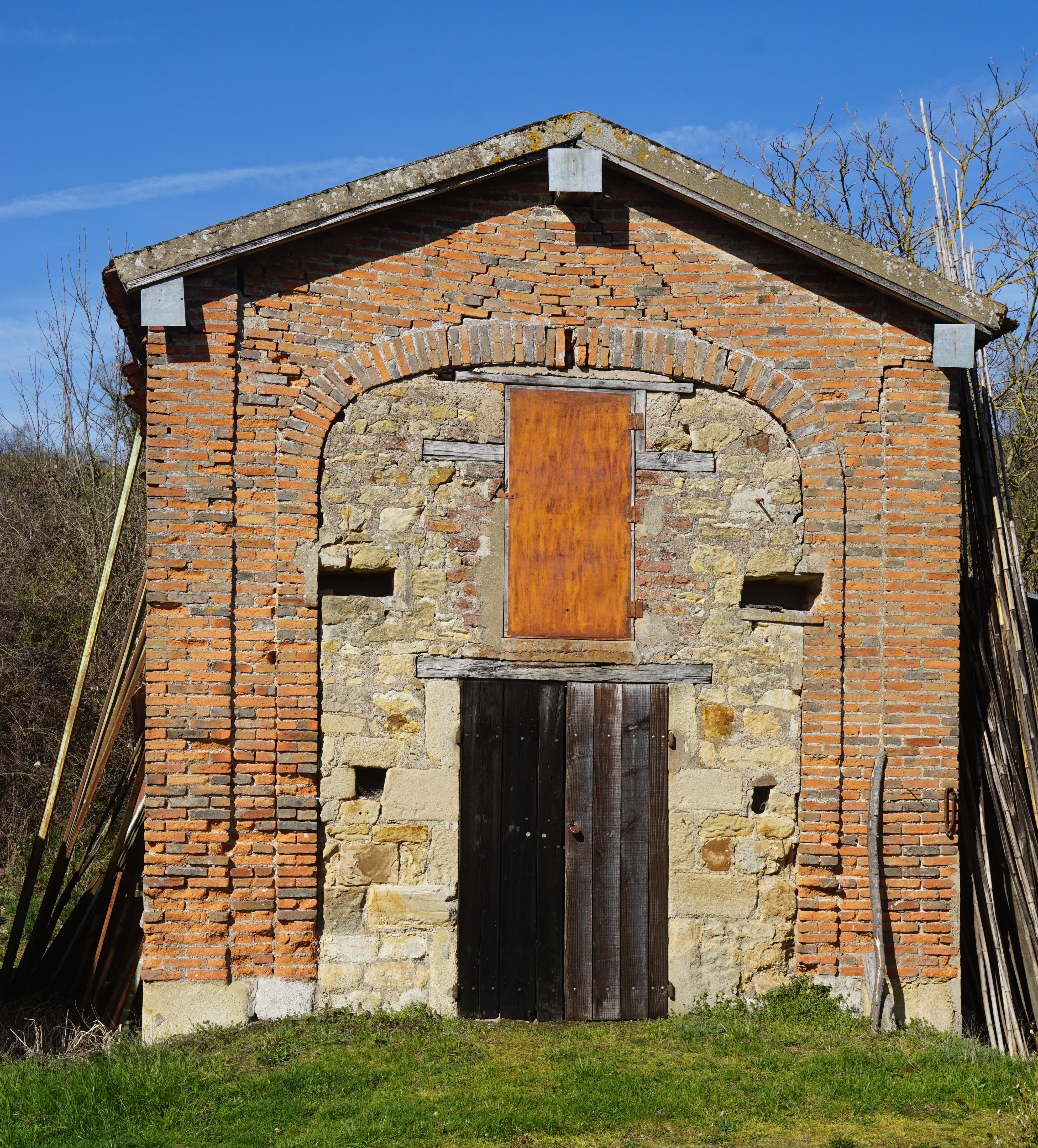
Le bâtiment du treuil du puits Saint-Georges.
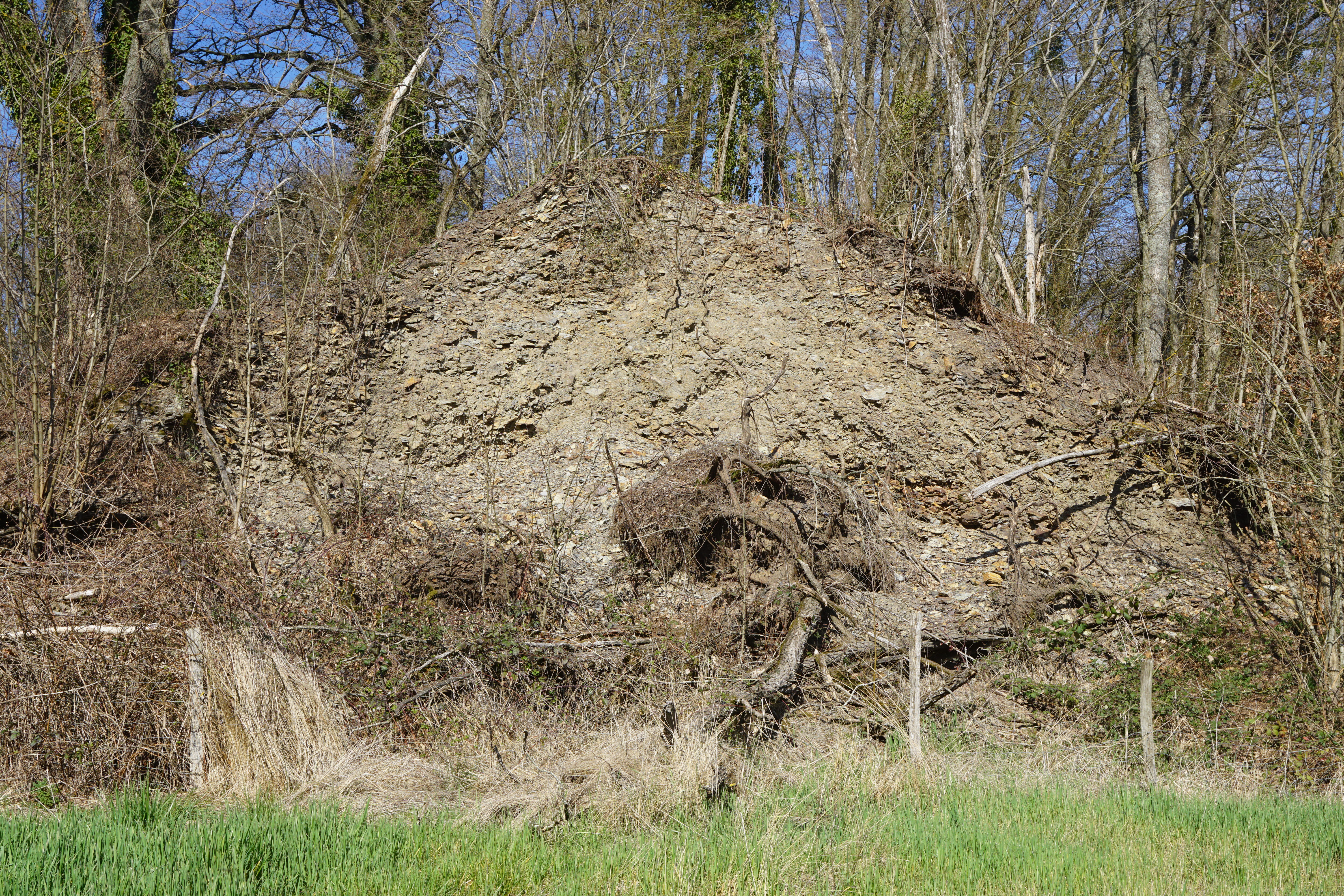
Le terril du puits Saint-Georges.
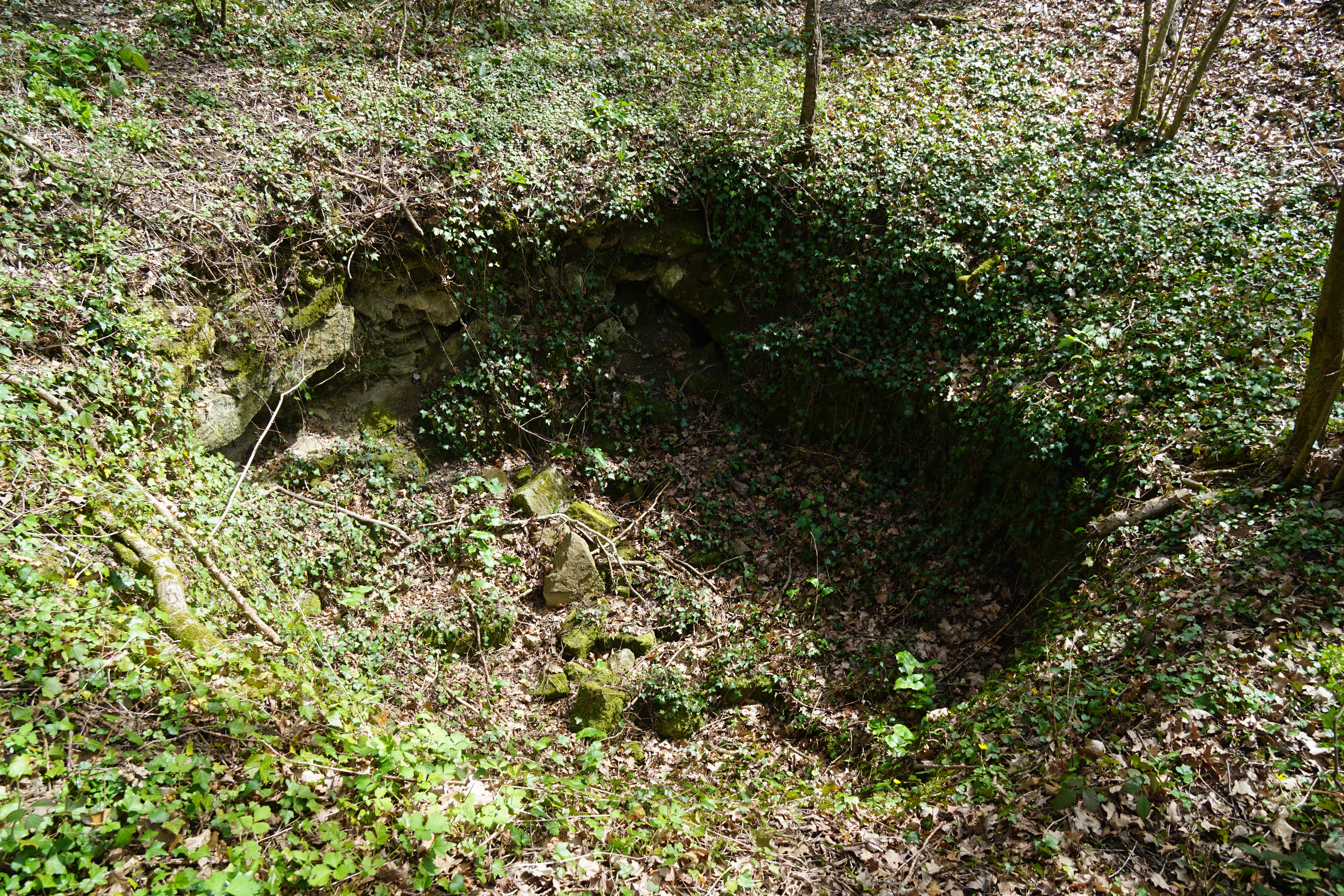
Le puits de Champsigny.